# Claudio Jara
Claudio Miguel Jara Granados (né le 6 mai 1959 à Heredia au Costa Rica) est un footballeur international costaricien, qui évoluait au poste d'attaquant, avant de devenir entraîneur.
Son frère, Geovanny, fut également footballeur.

## Biographie

### Carrière de joueur

#### Carrière en sélection
Avec l'équipe du Costa Rica, il joue 46 matchs (pour 11 buts inscrits) entre 1983 et 1991. Il figure notamment dans le groupe des sélectionnés lors de la Coupe du monde de 1990. Lors du mondial, il est titulaire indiscutable et joue 4 matchs : contre l'Écosse, le Brésil, la Suède et enfin la Tchécoslovaquie.
Il participe également à la Gold Cup de 1991.

## Palmarès
| Herediano - Championnat du Costa Rica (2) : - Champion : 1984-85 et 1986-87. - Meilleur buteur : 1986-87. |  | Costa Rica - Copa Centroamericana (1) : - Vainqueur : 1991. - Meilleur buteur : 1991. |